# Ralston (Iowa)
Ralston è un comune degli Stati Uniti d'America, situato nello Stato dell'Iowa, nella contea di Carroll. La popolazione al censimento del 2020 risultava di ben 81 abitanti.